# باول بايرون
باول بايرون (بالفرنسية: Paul Byron)‏ (و. 1989  م) هو لاعب هوكي الجليد كندي، ولد في أوتا، مركز لعبه هو وسط ‏.

## روابط خارجية
- باول بايرون على موقع دوري الهوكي الوطني (الإنجليزية)
- باول بايرون على موقع EliteProspects.com (الإنجليزية)
- باول بايرون على موقع Eurohockey.com (الإنجليزية)
- باول بايرون على موقع HockeyDB.com (الإنجليزية)
- باول بايرون على موقع Hockey-Reference.com (الإنجليزية)